# Емил Хаха
Емил Хаха (Emil Hácha; 12. јул 1872 — 27. јун 1945) био је правник, председник Чехословачке од 1938. до 1939. и председник немачке сателитске творевине, Протектората Чешке и Моравске од 1939. до 1945. године.

## Биографија
Рођен је 1872. године у селу Трховже Свини, јужна Чешка. Завршио је студиј права на Прашком универзитету 1896. године. По избијању Првог светског рата, био је судија у Врховном административном суду у Бечу. Био је један од најцењенијих правника у међуратној Чехословачкој, преводилац књига с енглеског, колекционар уметнина и песник.
Након Минхенског споразума 1938. године, Едвард Бенеш поднео је оставку на месту председника, а наследио га је Хаха 30. новембра. Увече 14. марта 1939. године, Адолф Хитлер је позвао Хаху у посету и у 1:30 часова му објавио да у овом тренутку немачке снаге врше инвазију на Чехословачку. Понудио му је две опције: прву, у којој ће немачка присутност у земљи бити у разумним границама, те одређен степен аутономије за Чехословачку, или у случају отпора, који ће да буде сломљен без милости. Хаха је претрпео срчани удар око 4 часа ујутро, јер му је Херман Геринг запретио бомбардовањем Прага, и напослетку признао капитулацију.</ref>
По окупацији остатака Чехословачке 16. марта, Хаха је остао председник, али је заклетву сада положио Хитлеру. Убрзо је изгубио сваки утицај у Протекторату и био обична марионета немачких окупатора.
Дана 9. маја 1945. године, Црвена армија је ослободила Праг, а Хаха је ухапшен 14. маја и пребачен у затворску болницу на Панкрацу. Умро је 27. јуна исте године, под још неутврђеним околностима. Био је сахрањен у необележеном гробу на гробљу Винохради, који је после 1990-их обележен.